# أنتوني دورانت
أنتوني دورانت (بالإنجليزية: Anthony Durante)‏ هو مصارع محترف ومدير أمريكي، ولد في 26 يوليو 1967 في هاممونتون في الولايات المتحدة، وتوفي في 25 سبتمبر 2003 في ويسترلي في الولايات المتحدة بسبب جرعة زائدة.

## وصلات خارجية
- أنتوني دورانت على موقع WrestlingData.com (الإنجليزية)
- أنتوني دورانت على موقع CageMatch worker (الإنجليزية)
- أنتوني دورانت على موقع قاعدة بيانات المصارعة على الإنترنت (الإنجليزية)
- أنتوني دورانت على موقع عالم المصارعة على الإنترنت (الإنجليزية)
- أنتوني دورانت على موقع عالم المصارعة على الإنترنت (الإنجليزية)